# Trommel

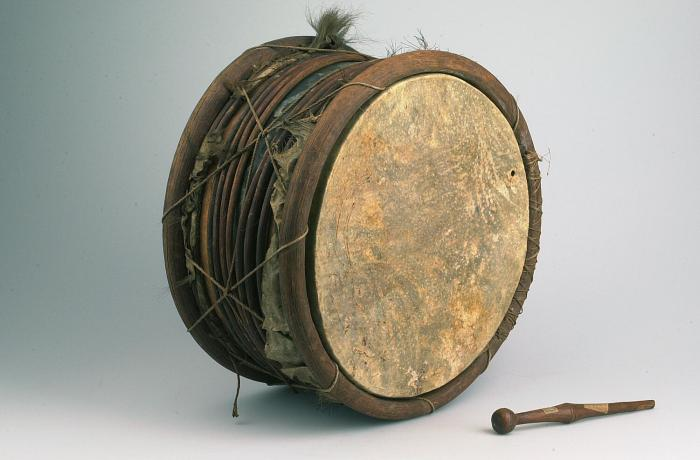
Zweifellige Zylindertrommel mit Spannringen und Schlägel. Niederländisch-Indien vor 1890

Als Trommel (von althochdeutsch trumba; lautmalerisch) bezeichnet man allgemeinsprachlich ein Musikinstrument, bei dem der Klang mit einer aufgespannten Schwingungsmembran, dem sogenannten Fell, erzeugt wird. Der Fachbegriff in der Musikwissenschaft hierfür lautet Membranophon. Überwiegend werden unter „Trommel“ Perkussionsinstrumente verstanden, deren Fell direkt mit Schlägeln oder den Händen geschlagen wird. Darüber hinaus werden auch Schlaginstrumente ohne Membran und seltener auch andere Klangerzeuger teilweise irreführend als „Trommel“ bezeichnet. 
Membrantrommeln werden auf der ganzen Welt in vielfältiger Form als Rhythmus-, Effekt- oder Signalinstrumente verwendet und zählen zu den ältesten Musikinstrumenten der Menschheit. Oftmals spielt man sie kombiniert mit anderen Schlag- oder Perkussionsinstrumenten, so beispielsweise beim Schlagwerk des klassischen Orchesters oder beim zeitgenössischen Schlagzeug.

## Herkunft
Aus Mitteleuropa sind für das 4. und 3. Jahrtausend v. Chr. zahlreiche meist sanduhrförmige Keramikgegenstände, sogenannte Tontrommeln belegt, die vorwiegend als Musikinstrumente interpretiert werden. Aus China stammen einige der ältesten bekannten hölzernen Trommeln (Gu). Die mit Krokodilhaut bespannten Trommeln aus dem 3. Jahrtausend v. Chr. wurden in der neolithischen Fundstätte Taosi entdeckt. Die älteste ägyptische Trommel besaß einen zylindrischen Korpus und stammt aus einem Felsengrab in Beni Hasan. Sie wird in die 12. Dynastie (um 2000 v. Chr.) datiert. Häufiger waren fassförmige Trommeln, die ebenso wie Rahmentrommeln um diese Zeit für militärische Zwecke und vielleicht auch im Tempel eingesetzt wurden. Die entwicklungsgeschichtlich älteste Trommel ist die Erdtrommel, die nur aus einer über eine Grube gespannten Tierhaut besteht.

## Abgrenzung

### Schlag-, Zupf-, Reib- und Ansingtrommel
In der Instrumentenkunde werden Musikinstrumente nach der Art ihrer Tonerzeugung klassifiziert. Nach der Klassifikation der Hornbostel-Sachs-Systematik sind die Begriffe Membranophon und Trommel gleichbedeutend. Es wird hierbei zwischen Schlagtrommeln, Zupftrommeln, Reibtrommeln und Ansingtrommeln unterschieden, je nachdem, wie die Schwingungsmembran angespielt wird. Zu den Ansingtrommeln zählt somit auch das – vordergründig einem Blasinstrument ähnelnde – Kazoo, da hier ein aufgespanntes Papier durch die menschliche Stimme angespielt und so in Schwingung versetzt wird, vergleichbar mit dem „Blasen“ auf einem Kamm. Ein Beispiel für die Zupftrommel ist die indische Ektara oder gopi-yantra, bei deren Spiel eine einzelne, an einem Fell aufgespannte Saite gezupft wird. Das Banjo wird hingegen als Saiteninstrument klassifiziert, obwohl auch seine am Steg angebrachten Saiten ein aufgespanntes Fell in Schwingung bringen. Die Caixa, dessen am Korpus angebrachte Saiten und Fell geschlagen werden, gilt wiederum als Schlagtrommel. Zu den Reibtrommeln zählen beispielsweise der Brummtopf, die Cuíca, die italienische putipù oder die in der Ukraine beheimatete buhaj (ukrainisch: бугай). Eine Unterkategorie der Schlagtrommeln stellen die Rasseltrommeln dar, deren Fell mittelbar – indirekt durch Kügelchen – angespielt wird.
Auch Lautsprecher erzeugen Töne mittels Schwingungsmembran, gelten aber nicht als Musikinstrument.

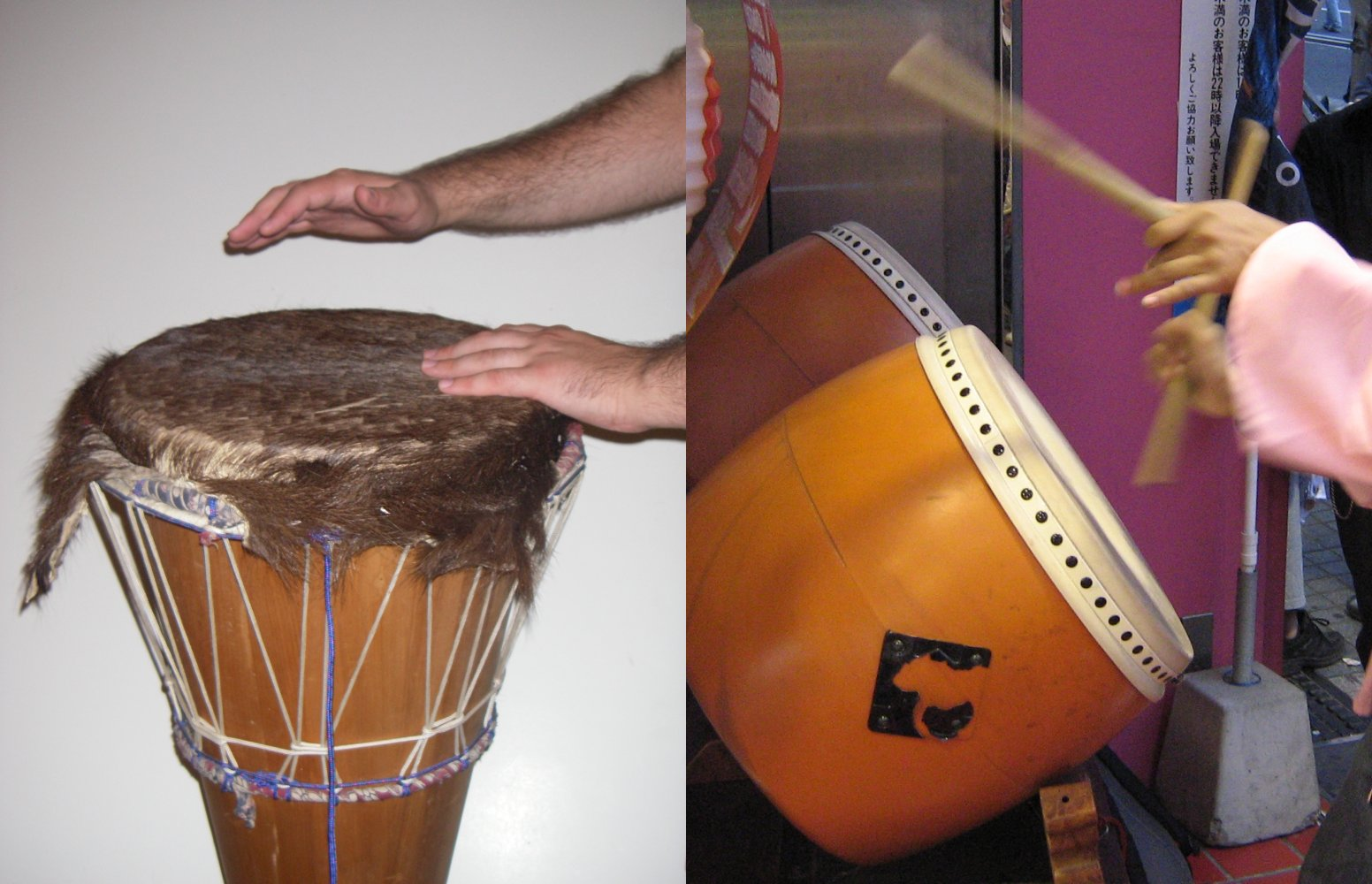
Schlagtrommeln werden mit Händen oder Schlägeln gespielt.
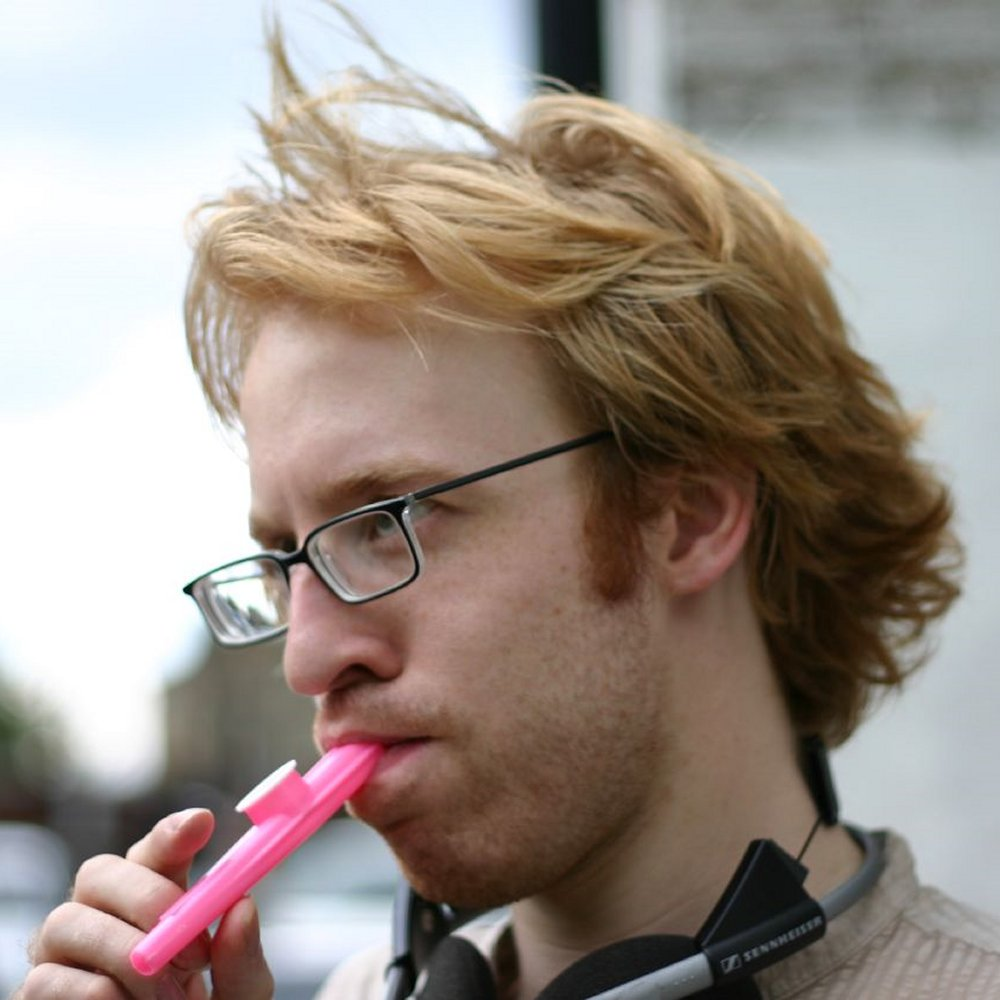
Das Kazoo ist eine Ansingtrommel.
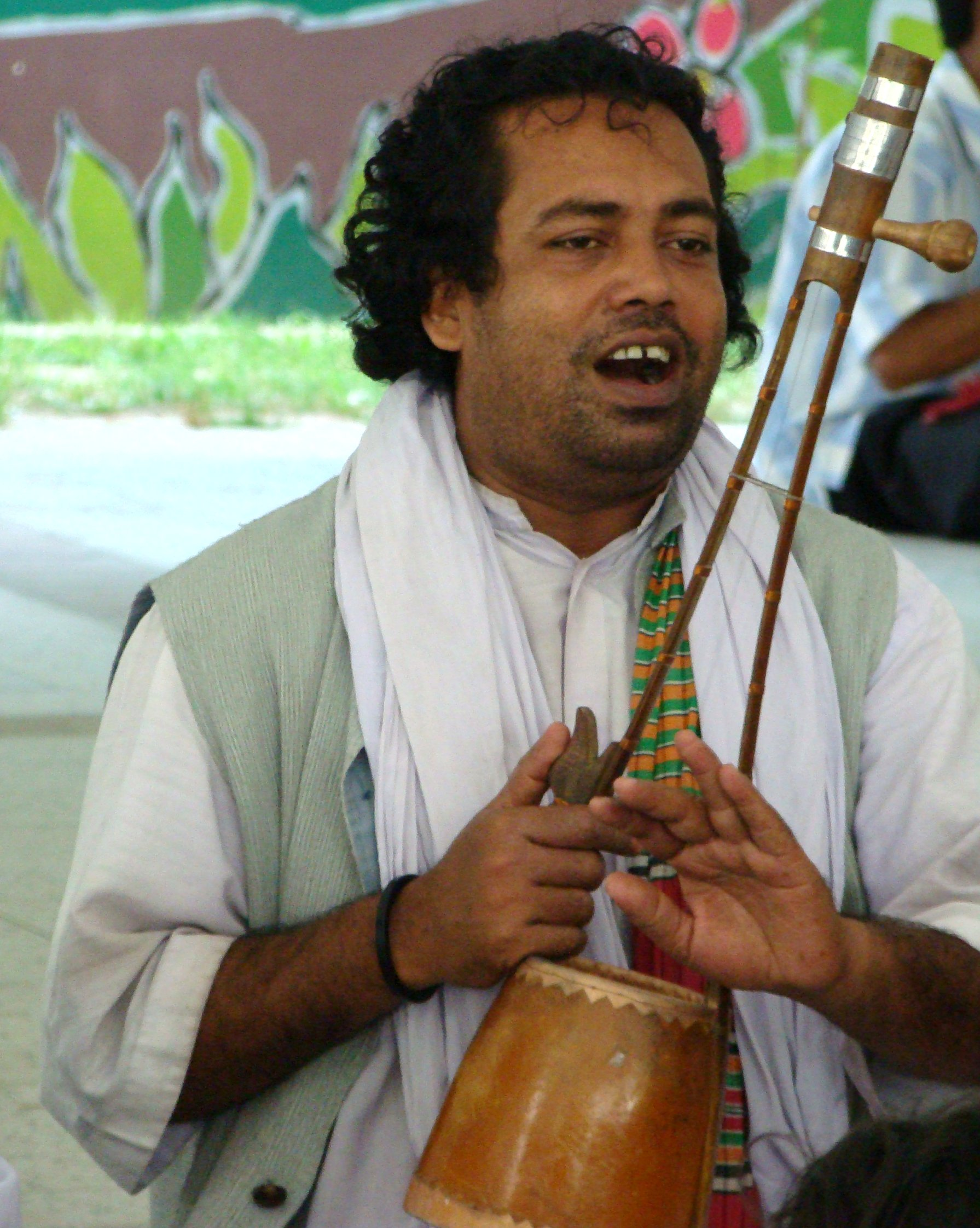
Die Ektara zählt zu den Zupftrommeln.
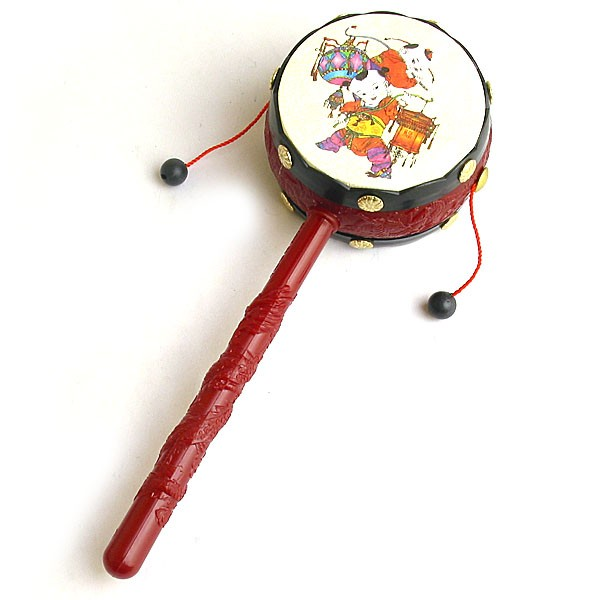
Rasseltrommel: Chinesisches Kinderspielzeug bolang-gu.

### Trommel und Pauke

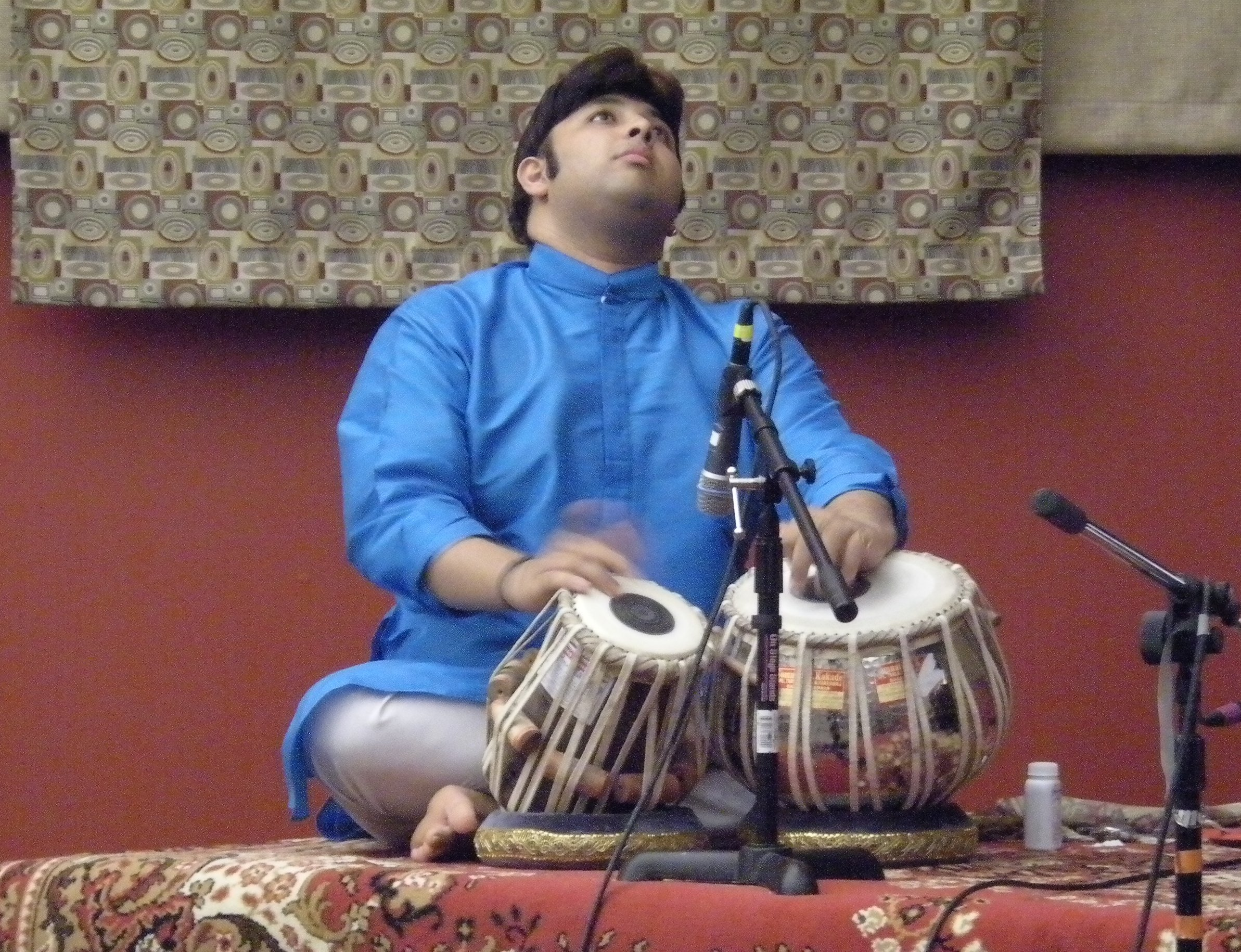
Tablas zählen zu den Kesseltrommeln.

Es gibt Trommeln, die einen Ton von unbestimmter Höhe hervorbringen und deren Tonhöhe sich nicht oder nur ungefähr verändern lässt. Andere Trommeln sind stimmbar und produzieren einen oder mehrere Töne von bestimmter Höhe. So sind Fasstrommeln mit aufgenagelter Membran nicht stimmbar, Kesseltrommeln mit Spannschrauben oder mit Schnurspannung sind hingegen stimmbar. Bei Sanduhrtrommeln mit Schnurspannung ist die Tonhöhe während des Spiels stark veränderbar. Bei der zu den Kesseltrommeln gehörenden Pauke lässt sich durch einen Mechanismus das Fell während des Spiels spannen und hierdurch die Höhe des Tons verändern, so dass das Instrument tonal genutzt werden kann.
Im Sinfonieorchester wird die große und die kleine Trommel, also Zylindertrommeln von unbestimmter Tonhöhe, vom Schlagwerker und die Pauke vom Paukisten gespielt. Die indische Tabla ist eine Kesseltrommel, ihr Name lässt sich auf tabl (arabisch ‚Trommel‘) zurückführen. Sie verfügt nicht über die Spannmechanismen der Orchesterpauke, die Tonhöhe kann durch die Schnurverspannung und durch verschiedene Anschlagtechniken variiert werden. Das Tomtom des zeitgenössischen Schlagzeugs kann eine definierte Tonhöhe aufweisen und wird zuweilen als „Jazz-Pauke“ bezeichnet.
Grundsätzlich existieren unterschiedliche Definitionen dessen, was die Höhe eines Tons ausmacht, wobei zwischen Tonhöhenwahrnehmung (Tonheit) und Tonhöhenauflösung (Tonhöhe) unterschieden wird (siehe auch: Universalien der Musikwahrnehmung, Psychoakustik).

### Trommel, Schlaginstrument, Perkussion

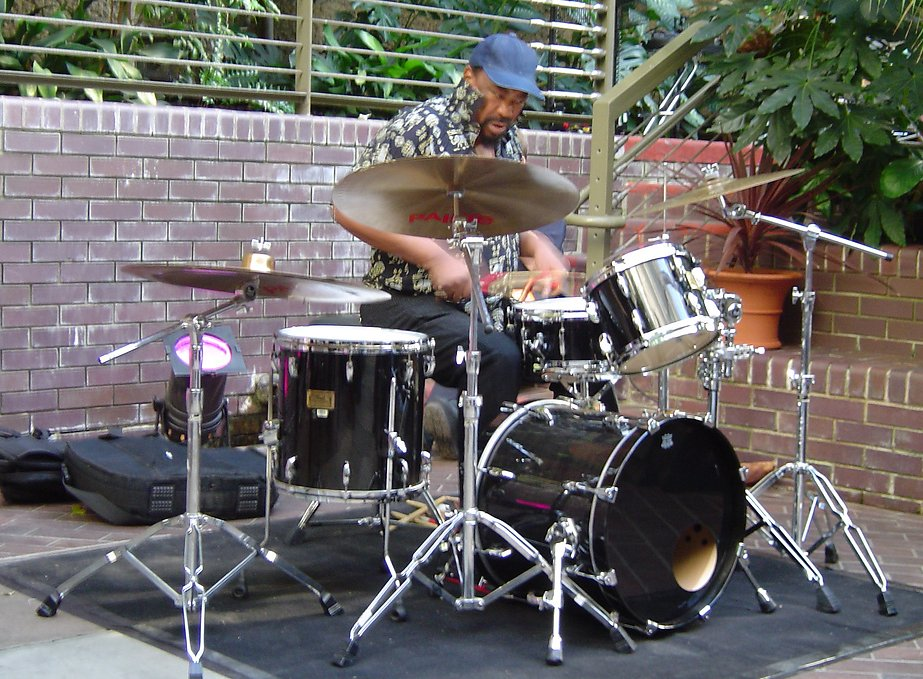
Ein Schlagzeuger trommelt

Umgangssprachlich werden in der Regel alle Schlaginstrumente  als Trommeln bezeichnet, die mit einem oder mehreren – aus Tierhäuten, Kunststoff oder anderem dünnen Material bestehenden – Fellen bespannt sind. Meist steht bei ihrem Spiel der Rhythmus im Vordergrund, während die präzise Tonalität eine oftmals untergeordnete Rolle spielt. Einige Musikinstrumente, die vergleichbar zu Schlagtrommeln rhythmisch eingesetzt bzw. getrommelt werden, aber instrumentenkundlich keine Trommeln sind, heißen ebenfalls „Trommel“, speziell einige idiophone Schlaginstrumente wie Schlitztrommeln und Wassertrommeln, die auch „Stampftrommeln“ genannt werden, aber zu den Stampfrohren gehören, ferner andere Instrumente wie Maultrommeln. 
Oft werden solche Instrumente stattdessen auch mit Schlagtrommeln unter allgemeineren Begriffen wie Perkussion oder Schlagzeug zusammengefasst. In den populären Musikrichtungen wird das Schlagzeug auch als drum kit bzw. drum set (englisch für: ‚Trommelsatz‘) oder kurz als drums (‚Trommeln‘) bezeichnet, einen Schlagzeuger nennt man dementsprechend drummer (‚Trommler‘).
Der Übergang zwischen Membranophonen (Fellklingern) und Idiophonen (Selbstklingern) ist zuweilen fließend. Beispielsweise könnte eine wie ein Gong zu den Idiophonen gehörende Blechbüchse als eine mit einer Metallmembran bespannte Trommel betrachtet werden, allerdings ist der Deckel einer Blechbüchse nicht wie eine Membran gespannt, sondern verhält sich entsprechend seiner Eigensteifigkeit. Ein besonderer Grenzfall ist der große kreisrunde Kupferkessel Mizhavu aus Südindien, dessen über eine winzige Öffnung gespanntes Fell mit den Händen geschlagen wird. Auch der Übergang zwischen Schlagen und Reiben einer Trommel kann fließend sein, so werden beispielsweise beim Schlagzeugspiel mit Besen die Instrumente gelegentlich geschlagen, gelegentlich aber auch gerieben.
Es gibt Trommeln, die in ihrer Hauptfunktion nicht perkussiv, sondern als Melodieinstrumente eingesetzt werden. Hierzu werden mehrere, auf exakte Tonhöhen gestimmte Trommeln im Halbkreis um den Spieler angeordnet wie beim indischen Trommelkreis Tabla Tarang und beim Hsaing Waing, dem führenden Melodieinstrument des burmesischen Orchesters, oder sie stehen in einer Reihe wie bei der Entenga in Uganda. Bei der südindischen, sanduhrförmigen Holztrommel Idakka lässt sich die Membranspannung derart stark verändern, dass ein Tonumfang von zwei Oktaven spielbar wird.

## Einteilung
- Handtrommel, mit den Händen geschlagen, unabhängig von der Bauart
- Kesseltrommel, einfellig bespannt, unten geschlossener Korpus, hierzu Orchesterpauke
- Nachrichtentrommel, Sammelbegriff nach der Funktion, unabhängig von der Bauart
- Rahmentrommel, einfellig, seltener zweifellig bespannter Rahmen, dessen Höhe geringer ist als der Membranradius
- Röhrentrommel, Korpus ist röhrenförmig
- Sanduhrtrommel, eine Röhrentrommel, deren Korpusdurchmesser in der Mitte geringer ist als die beiden Enddurchmesser
- Stieltrommel, eine ein- oder zweifellige Rahmentrommel, die an einem Stiel (Handgriff) gehalten wird
- Fasstrommel, eine Röhrentrommel, deren Korpusdurchmesser in der Mitte größer ist als die beiden Enddurchmesser
- Einfelltrommel, mit nur einem Fell bespannte Trommel (Bongos, Timbales, Conga, Tumba, Tom-Toms)[6]

## Einige bekannte Trommeln
- Basler Trommel, Doppelfelltrommel der Basler Volksmusik
- Batá-Trommel, sanduhrförmige Doppelfelltrommel der Yoruba
- Bongos, kleines kubanisches Trommelpaar
- Conga, hohes einfelliges kubanisches Trommelpaar
- Djembé, westafrikanische Bechertrommel